# Batrachoseps relictus
Espèce
Statut de conservation UICN

 DD  : Données insuffisantes
Batrachoseps relictus est une espèce d'urodèles de la famille des Plethodontidae.

## Répartition
Cette espèce est endémique de la Californie aux États-Unis. Elle se rencontre dans le comté de Kern entre 480 et 2 000 m d'altitude dans la Breckenridge Mountain sur le versant Ouest du Sud de la Sierra Nevada.

## Description
Batrachoseps relictus mesure de 26 à 37 mm pour les mâles et de 33 à 42 mm pour les femelles. Les individus rencontrés dans les plus hautes altitudes sont en général plus grands et peuvent atteindre 48 mm.

## Publication originale
- Brame & Murray, 1968 : Three new slender salamanders (Batrachoseps) with a discussion of relationships and speciation within the genus. Science Bulletin. Natural History Museum of Los Angeles County, no 4, p. 1-35.